# Кондом (округ)
Кондом (фр. Condom) — округ (фр. Arrondissement) во Франции, один из округов в регионе Юг — Пиренеи. Департамент округа — Жер. Супрефектура — Кондом.
Население округа на 2006 год составляло 63 872 человек. Плотность населения составляет 26 чел./км². Площадь округа составляет всего 2437 км².